# جيمس س. سادلر
جيمس س. سادلر (بالإنجليزية: James Calvin Sadler)‏ هو عالم أرصاد أمريكي، ولد في 9 فبراير 1920، وتوفي في 2 سبتمبر 2005.